# Liste der Stolpersteine in Liebenwalde

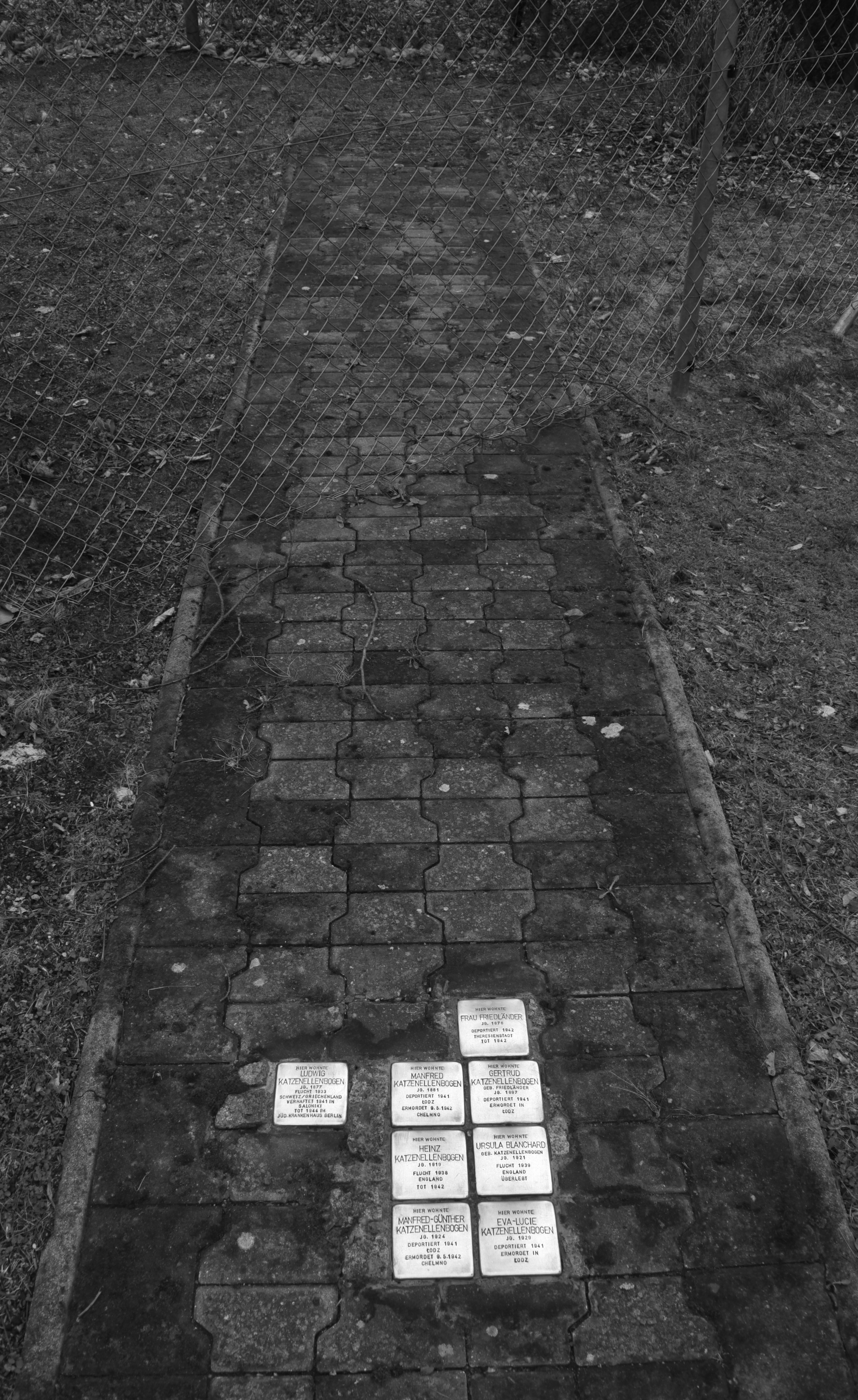
Stolpersteine in Liebenwalde

Die Liste der Stolpersteine in Liebenwalde umfasst jene Stolpersteine, die vom Kölner Künstler Gunter Demnig in der brandenburgischen Stadt Liebenwalde verlegt wurden. Sie sind Opfern des Nationalsozialismus gewidmet, all jenen, die vom NS-Regime drangsaliert, deportiert, ermordet, in die Emigration oder in den Suizid getrieben wurden. Demnig verlegt für jedes Opfer einen eigenen Stein, im Regelfall vor dem letzten selbst gewählten Wohnsitz.
Die ersten und bislang einzigen Verlegungen in Liebenwalde fanden am 30. Juni 2010 statt.

## Liste der Stolpersteine
In Liebenwalde wurden acht Stolpersteine an einer Adresse verlegt.
| Stolperstein | Inschrift | Standort                               | Name, Leben |
| ------------ | --- | -------------------------------------- | --- |
|              | HIER WOHNTE URSULA BLANCHARD GEB. KATZENELLENBOGEN JG. 1921 FLUCHT 1939 ENGLAND ÜBERLEBT                                                       | Freienhagen, · Ernst-Thälmann-Weg 10 · | Ursula Eva Blanchard, geborene Katzenellenbogen, wurde am 1. Oktober 1921 in Frankfurt an der Oder geboren. Ihre Eltern waren Manfred Katzenellenbogen und Gertrud, geborene Friedländer. Sie hatte drei Geschwister, Heinz (geboren 1919), Manfred-Günther und Eva-Lucie. Sie flüchtete 1939 zusammen mit ihrem Bruder Heinz nach England. Ihre Mutter und ihre Schwester wurden vom NS-Regime im Ghetto Litzmannstadt (Łódź) ermordet, ihr Vater und ihr jüngerer Bruder im Vernichtungslager Kulmhof (Chełmno). Ihre Großmutter mütterlicherseits wurde in Theresienstadt ermordet. Ihr Bruder Heinz kam 1942 in England ums Leben. Blanchard erfuhr erst nach dem Ende des Krieges von der Ermordung ihrer Familie. Im Mai 1988 heiratete sie George Alvis Blanchard, geboren am 9. Juni 1929 in Skegness, Lincolnshire. Sie starb im Alter von 90 Jahren am 20. Dezember 2011 und wurde in Thetford, Norfolk bestattet. Ihr Mann starb vier Jahre später. |
|              | HIER WOHNTE FRAU FRIEDLÄNDER JG. 1876 DEPORTIERT 1942 THERESIENSTADT TOT 1942                                                                  | Freienhagen, · Ernst-Thälmann-Weg 10 · | Margarete Friedländer, geborene Seelig, wurde am 17. November 1876 in Berlin als Tochter von Alfred Seelig (1842–1905) und Anna Johanna, geborene Fehr, (1844–1915) geboren. Sie hatte drei Brüder, Salomon Siegmund (1868–1943), Bernhard (geboren 1869) und Arthur (1871–1941). Seelig heiratete den Arzt Alfred Friedländer, geboren 1861. Das Paar hatte eine Tochter, Gertrud, geboren 1897. Ihre Tochter heiratete Manfred Katzenellenbogen und bekam zwei Söhne und zwei Töchter. Friedländer wurde am 9. September 1942 mit dem Transport I/62 von Berlin nach Theresienstadt deportiert. Ihre Transportnummer war 6397. Margarete Friedländer verlor am 26. September 1942 ihr Leben in Theresienstadt. Offizielle Todesursache war Akuter Darmkatarrh. Bruder Arthur hat sich 1941 in Berlin das Leben genommen, Bruder Salomon wurde 1943 im Durchgangslager Westerbork in den Niederlanden ermordet. Ihre Tochter und ihre Enkeltochter Eva-Lucie wurden vom NS-Regime wahrscheinlich im Ghetto Litzmannstadt (Łódź) ermordet. Ihr Schwiegersohn und ihr Enkelsohn Manfred-Günther im Vernichtungslager Kulmhof (Chełmno). Enkelsohn Heinz kam 1942 in England ums Leben. Einzige Überlebende von Shoah und Zweitem Weltkrieg war ihre Enkeltochter Ursula, später verheiratete Ursula Blanchard. |
|              | HIER WOHNTE EVA-LUCIE KATZENELLENBOGEN JG. 1929 DEPORTIERT 1941 ERMORDET IN ŁODZ                                                               | Freienhagen, · Ernst-Thälmann-Weg 10 · | Eva-Lucie Katzenellenbogen wurde am 16. November 1929 in Groß Mandelkow, damals Brandenburg, geboren. Ihre Eltern waren Manfred Katzenellenbogen und Gertrud, geborene Friedländer. Sie hatte drei Geschwister, Heinz (geboren 1919), Ursula (geboren 1921) und Manfred-Günther (geboren 1924). Ihre Schwester und ihr Bruder Heinz konnten rechtzeitig nach England flüchten. Eva-Lucie wurde gemeinsam mit ihrer Mutter am 29. Oktober 1941 mit Transport No. 3 von Berlin in das Ghetto Litzmannstadt (Łódź) deportiert. Eva-Lucie Katzenellenbogen und ihre Mutter wurden vom NS-Regime ermordet, ungeklärt ist wo und wann. Laut Stolperstein-Inschrift und laut Gedenkbuch Berlins wurden beide in Ghetto von Łódź ermordet, laut Bundesarchiv am 9. Mai 1942 im Vernichtungslager Kulmhof (Chełmno). Ihr Vater und ihr jüngerer Bruder wurden im Vernichtungslager Kulmhof (Chełmno) ermordet, ihre Großmutter mütterlicherseits in Theresienstadt. Ihr Bruder Heinz kam 1942 in England ums Leben. Ihre ältere Schwester Ursula war die einzige der Familie, die die Shoah und den Zweiten Weltkrieg überleben konnte. |
|              | HIER WOHNTE GERTRUD KATZENELLENBOGEN GEB. FRIEDLÄNDER JG. 1897 DEPORTIERT 1941 ERMORDET IN ŁODZ                                                | Freienhagen, · Ernst-Thälmann-Weg 10 · | Gertrud Katzenellenbogen, geborene Friedländer, wurde am 19. Dezember 1897 in Berlin geboren. Ihre Eltern waren der Arzt Alfred Friedländer und Margarete, geborene Seelig. Sie war ein Einzelkind und heiratete Manfred Katzenellenbogen. Das Paar hatte vier Kinder, Heinz (geboren 1919), Ursula (geboren 1921), Manfred-Günther (geboren 1924) und Eva-Lucie (geboren 1929). Die beiden älteren Kinder konnten rechtzeitig nach England flüchten. Gertrud Katzenellenbogen, ihr Mann, der jüngere Sohn und die jüngere Tochter wurden am 29. Oktober 1941 mit Transport No. 3 von Berlin in das Ghetto Litzmannstadt (Łódź) deportiert. Gertrud Katzenellenbogen, ihr Mann und zwei ihrer Kinder wurden vom NS-Regime ermordet. Laut Stolperstein-Inschrift und laut Gedenkbuch Berlins wurde sie im Ghetto von Łódź ermordet, laut Bundesarchiv am 9. Mai 1942 im Vernichtungslager Kulmhof (Chełmno). Ihr Ehemann und ihr jüngerer Sohn wurden im Vernichtungslager Kulmhof (Chełmno) ermordet. Ihre Mutter verlor ihr Leben in Theresienstadt, ihr Sohn Heinz 1942 in England. Ihre Tochter Ursula war die einzige der Familie, die Shoah und Zweiten Weltkrieg überleben konnte. Sie heiratete erst im Alter von 58 Jahren und blieb kinderlos. |
|              | HIER WOHNTE HEINZ KATZENELLENBOGEN JG. 1919 FLUCHT 1938 ENGLAND TOT 1942                                                                       | Freienhagen, · Ernst-Thälmann-Weg 10 · | Heinz Katzenellenbogen wurde am 17. August 1919 in Frankfurt an der Oder geboren. Seine Eltern waren Manfred Katzenellenbogen und Gertrud, geborene Friedländer. Er hatte drei jüngere Geschwister, Ursula (geboren 1921), Manfred-Günther (geboren 1924) und Eva-Lucie (geboren 1929). Er und seine ältere Schwester konnten rechtzeitig nach England flüchten. Doch kam Heinz Katzenellenbogen am 15. Dezember 1942 in Wayland, Norfolk, ums Leben. Er wurde im London Road Cemetery von Thetford, Norfolk bestattet. Seine Mutter und seine jüngere Schwester wurden vom NS-Regime wahrscheinlich im Ghetto Litzmannstadt (Łódź) ermordet, sein Vater und sein Bruder im Vernichtungslager Kulmhof (Chełmno), die Großmutter mütterlicherseits in Theresienstadt. Einzige Überlebende von Shoah und Zweitem Weltkrieg war seine ältere Schwester, die am 20. Dezember 2011 in England starb. |
|              | HIER WOHNTE LUDWIG KATZENELLENBOGEN JG. 1877 FLUCHT 1933 SCHWEIZ / GRIECHENLAND VERHAFTET 1941 IN SALONIKI TOT 1944 IM JÜD. KRANKENHAUS BERLIN | Freienhagen, · Ernst-Thälmann-Weg 10 · | Ludwig Katzenellenbogen wurde am 21. Februar 1877 in Krotoschin, damals Preußen, heute Polen, geboren. Seine Eltern waren Adolph Albert Eisig Katzenellenbogen (1834–1903) und Eva, geborene Katzenellenbogen (1851–1905). Er hatte drei Geschwister, Martha (1875–1967, später verheiratete Bum), Fritz (1880–1937) und Manfred (1881–1942). Er war als Unternehmer tätig und in erster Ehe mit Estella, geborene Marcuse (1886–1991) verheiratet. Das Paar hatte drei Kinder, Konrad (1913–2007), Leonie (1918–1992, später verheiratete Piternick) und Estella Ruth (1921–2010, später verheiratete Mysels). Die Ehe scheiterte und 1930 heiratet er die aus Wien stammende Schauspielerin Tilla Durieux, geboren 1880. Im Rahmen der Weltwirtschaftskrise brach sein Konzern zusammen und er kam im Oktober 1931 wegen angeblicher Wirtschaftsverbrechen in Haft. Am 18. März 1932 wurde er zu drei Monaten Gefängnis und 10.000 RM Geldstrafe verurteilt, große Teile der Anklage wurden fallen gelassen. Seine Frau unternahm indessen Theatertourneen durch Deutschland, um Geld für Lebensunterhalt und Anwälte zu verdienen. Er selbst kam als gebrochener Mann nach Hause. Nach der Machtergreifung Hitlers und seiner NSDAP am 30. Januar 1933 floh das Ehepaar nach Prag, dann nach Ascona in der Schweiz, schließlich nach Kroatien. In der Nähe von Zagreb eröffneten sie 1936 ein Hotel. Das Ehepaar hatten Grund zur Hoffnung, da das Projekt anfangs gut lief. Doch Anfang der 1940er Jahre musste das Hotel wegen Krise und Krieg geschlossen werden. Während der deutschen Invasion im April 1941 wurde das Paar getrennt. Während sich Tilla Durieux in Belgrad um Visa für die Vereinigten Staaten bemühte, wurde Ludwig Katzenellenbogen in Thessaloniki von der Gestapo verhaftet und in das KZ Sachsenhausen unweit von Berlin verschleppt. Er starb am 30. Mai 1944 im jüdischen Krankenhaus von Berlin. Tilla Durieux schloss sich der jugoslawischen Volksbefreiungsarmee, den Tito-Partisanen, an und kämpfte gegen Nazi-Deutschland. Nach dem Untergang des NS-Regimes blieb sie im Lande und arbeitete für eine staatliche Puppenbühne in Zagreb als Schneiderin. 1955 kehrte sie nach Berlin zurück, wo sie zwar Ehrungen erhielt, aber keine Rollen. Sie gründete ein Wandertheater und gastierte mit diesem 1968 in Berlin – mit einem Stück von Marguerite Duras im kleinen Hansa-Theater in Moabit. Friedrich Luft lobte die Leistung von Durieux über alles. Sie stand noch mit 90 Jahren auf der Bühne und starb 1971. Die Ex-Ehefrau von Ludwig Katzenellenbogen und deren Kinder konnten alle nach Amerika emigrieren und die Shoah überleben. Sein Bruder Manfred, dessen Ehefrau, zwei seiner Kinder und die Schwiegermutter wurden vom NS-Regime im Osten ermordet. |
|              | HIER WOHNTE MANFRED KATZENELLENBOGEN JG. 1881 DEPORTIERT 1941 ŁODZ ERMORDET 9.5.1942 CHELMNO                                                   | Freienhagen, · Ernst-Thälmann-Weg 10 · | Manfred Katzenellenbogen wurde am 15. August 1881 in Krotoschin, damals in Preußen, geboren. Seine Eltern waren Adolph Albert Eisig Katzenellenbogen (1834–1903) und Evam geborene Katzenellenbogen (1851–1905). Er hatte drei Geschwister, Martha (1875–1967, später verheiratete Bum), Ludwig (1877–1944) und Fritz (1880–1937). Er heiratete Gertrud Friedländer. Das Paar hatte vier Kinder, Heinz (geboren 1919), Ursula (geboren 1921), Manfred-Günther (geboren 1924) und Eva-Lucie (geboren 1929). Die beiden älteren Kinder konnten rechtzeitig nach England flüchten. Manfred Katzenellenbogen, seine Frau und die beiden jüngeren Kinder wurden am 29. Oktober 1941 mit Transport No. 3 von Berlin in das Ghetto Litzmannstadt (Łódź) deportiert. Am 9. Mai 1942 wurde er gemeinsam mit seinem Sohn Manfred-Günther in das Vernichtungslager Kulmhof (Chełmno) überstellt und ermordet. Ehefrau und jüngere Tochter wurden wahrscheinlich in Łódź ermordet. Seine Schwiegermutter verlor ihr Leben in Theresienstadt, sein Sohn Heinz starb 1942 in England. Seine Tochter Ursula war die einzige der Familie, die Shoah und Zweiten Weltkrieg überleben konnte. |
|              | HIER WOHNTE MANFRED-GÜNTHER KATZENELLENBOGEN JG. 1924 DEPORTIERT 1941 ŁODZ ERMORDET 9.5.1942 CHELMNO                                           | Freienhagen, · Ernst-Thälmann-Weg 10 · | Manfred-Günther Katzenellenbogen wurde am 15. Juli 1924 in Groß Mandelkow, damals Brandenburg, heute Woiwodschaft Westpommern, geboren. Seine Eltern waren Manfred Katzenellenbogen und Gertrud, geborene Friedländer. Er hatte drei Geschwister, Heinz (geboren 1919), Ursula (geboren 1921) und Eva-Lucie (geboren 1929). Sein Bruder und seine ältere Schwester konnten rechtzeitig nach England flüchten. Manfred-Günther, seine Eltern und seine jüngere Schwester wurden am 29. Oktober 1941 mit Transport No. 3 von Berlin in das Ghetto Litzmannstadt (Łódź) deportiert. Manfred-Günther Katzenellenbogen wurde am 9. Mai 1942 gemeinsam mit seinem Vater in das Vernichtungslager Kulmhof (Chełmno) überstellt und ermordet. Er war 17 Jahre alt. Seine Mutter und seine jüngere Schwester wurden vom NS-Regime wahrscheinlich in Łódź ermordet, die Großmutter mütterlicherseits in Theresienstadt. Sein Bruder kam 1942 in England ums Leben. Seine ältere Schwester Ursula überlebte, heiratete spät und starb im Dezember 2011. |

## Verlegung
Die Initiative ging vom Forum gegen Rassismus und rechte Gewalt aus. Betreut von Minette von Krosigk recherchierten Auszubildenden des Autohauses Oranienburg und der Oranienburger Wohnungsbaugesellschaft die Geschichte verschiedener Familien der Umgebung. Minette von Krosigk besuchte auch die letzte Überlebende der Familie, Ursula Blanchard, in England. Ursula Blanchard, schon in einem hohen Alter, wollte jedoch nicht zur Verlegung der Stolpersteine anreisen: „[...] es ist hörbar gewesen, dass dieses Kapitel abgeschlossen ist für sie“. Die Verlegung der acht Stolpersteine für die Familie Katzenellenbogen erfolgte durch Gunter Demnig am 30. Juni 2010. Doreen Jakob, Mitglied der Arbeitsgruppe, las den Text Geschichtsbücher oder: Die Zeit vergeht von Walter Bauer. Weitere Mitarbeiter lasen aus den Biografien vor.